# Списък на бодхисатви

## Велики Бодхисатви
- Авалокитешвара

(кит. Гуан Ин, яп. Каннон, тиб. Ченрезиг) - Любящите Очи, Бодхисатва на съчувствието, слушащият плача на света, почитан навсякъде в Махаяна Будизма, популярен и като покровителя на Тибет.
- Манджушри

(кит. Веншу, яп. Monju, тиб. Джампел Янг) – Бодхисатва на проницателната осъзнатост и мъдрост.
- Ваджрапани

(кит. Jin Gang Shou, яп.Shukongojin, тиб. Чана Дордже) – или Диамант в Ръка: Силата на всички Буди.
- Кшитигарбха

(кит. Di Zang, яп. Джидзо, тиб. Сай Нингпо) – Бодхисатва на адските същества или още Бодхисатва на Великите Обети.
- Акашагарбха

(кит., Xu Kong Zang, яп. Kokuzo) – Бодхисатва на безграничното щастие породено от помагането на безбройни чувстващи същества. Брат близнак на Кшитигарбха.
- Тара

(кит. Ду Му, тиб. Дьолма) – Жена Бодхисатва, в една или 21 форми, в Тибетския Будизъм. Тя дарява силна воля, яснота, безстрашие и дълъг живот. Също така е проявление на Авалокитешвара.
- Самантабадра

(яп. Фуген) – Бодхисатва на Дхармата, Самантабхадра е покровител на изучаващите дхарма (будиското учение), въплъщава силата на мъдростта, покровител на будистката практика и медитация.
- Сарваниварана-Вишкамбин

Бодхисатва, който е извикван да премахва всички обстоятелства, които пречат, и да осигури успешна медитация.